# José Manuel Sierra
José Manuel Sierra Méndez (* 21. Mai 1978 in Moguer, Provinz Huelva, Andalusien, Spanien) ist ein ehemaliger spanischer Handballtorwart.

## Karriere

### Verein
Sierra stammt aus der Jugend von CB Pedro Young Alonso of Moguer. Mit 18 Jahren wurde er vom FC Barcelona verpflichtet, wo er dritter Torwart hinter Tomas Svensson und David Barrufet wurde. Mit Barcelona gewann er je viermal die EHF Champions League und die spanische Meisterschaft, je dreimal die Copa del Rey de Balonmano, die Supercopa Asobal, die Pyrenäen-Liga und die EHF Champions Trophy sowie einmal die Copa ASOBAL. Im Jahr 2000 wechselte er zu BM Valladolid, mit dem er 2003 erneut die Copa ASOBAL gewann. In der Saison 2003/04 spielte er für BM Ciudad Real und wurde zum fünften Mal spanischer Meister sowie erneut Sieger der Copa ASOBAL. Anschließend kehrte er nach Valladolid zurück. 2005 und 2006 war er siegreich in der Copa del Rey. Nachdem Sierra im Europapokal der Pokalsieger 2006 noch das Finale mit einem Tor in der Addition gegen Medwedi Tschechow verloren hatte, schlug er mit Valladolid die HSG Nordhorn auf Grund der Auswärtstorregel im Endspiel 2009. Im Sommer 2012 wechselte er zum französischen Erstligisten Paris Saint-Germain, mit dem er 2013 Meister wurde und 2014 den Pokal gewann. Zur Saison 2014/15 wechselte er zum ungarischen Verein Pick Szeged. Dort konnte Sierra nach drei zweiten Plätzen im vierten Anlauf die ungarische Meisterschaft feiern. Im ungarischen Pokal unterlag er mit Szeged viermal in Folge im Endspiel. Ab dem Sommer 2018 stand er beim französischen Club Saran Loiret Handball unter Vertrag. Zur Saison 2020/21 wechselte er zum spanischen Erstligisten Bidasoa Irún, mit dem er 2021 noch einmal den zweiten Platz hinter dem FC Barcelona belegen konnte. Nach der Saison 2021/22 beendete Sierra seine Karriere. Im Anschluss wurde er Assistenztrainer seines Landsmannes Alberto Entrerríos beim französischen Verein Limoges Handball.

### Nationalmannschaft
In der spanischen Nationalmannschaft debütierte José Manuel Sierra am 27. Juni 2003 beim 24:24 im slowenischen Koper gegen Serbien-Montenegro. Bei den Mittelmeerspielen 2005 gewann er mit den Iberern die Goldmedaille. Lange Zeit stand er im Schatten von David Barrufet und Arpad Šterbik. Sierra stand auch im Aufgebot für die Europameisterschaften 2008, 2010 und 2012 sowie die Weltmeisterschaft 2009. Mit Spanien wurde er 2013 Weltmeister. Im folgenden Jahr gewann er Bronze bei der Europameisterschaft 2014. Das verlorene Spiel um Bronze bei der Weltmeisterschaft 2015 am 1. Februar 2015 war das letzte seiner 123 Länderspiele.

### Erfolge
- Weltmeister 2013
- Bronze bei der Europameisterschaft 2014
- Sieger der Mittelmeerspiele 2005
- 4× EHF-Champions-League-Sieger: 1997, 1998, 1999, 2000
- 3× EHF Champions Trophy: 1997, 1998, 1999
- 1× Europapokalsieger der Pokalsieger: 2009
- 5× Spanischer Meister: 1997, 1998, 1999, 2000, 2004
- 5× Gewinner der Copa del Rey de Balonmano: 1997, 1998, 2000, 2005, 2006
- 3× Spanischer Supercup: 1996, 1997, 1999
- 3× Copa ASOBAL: 2000, 2003, 2004
- 3× Sieger der Pyrenäen-Liga
- 1× Französischer Meister: 2013
- 1× Französischer Pokal: 2014
- 1× Ungarischer Meister: 2018